# Liste der Biografien/Buh
Liste der Biografien |
Portal Biografien |
Personensuche
# |
A |
B |
C |
D |
E |
F |
G |
H |
I |
J |
K |
L |
M |
N |
O |
P |
Q |
R |
S |
T |
U |
V |
W |
X |
Y |
Z |
?
 
Ba |
Be |
Bd |
Bg |
Bh |
Bi |
Bj |
Bl |
Bm |
Bn |
Bo |
Br |
Bs |
Bu |
Bw |
By |
Bz
 
Bua |
Bub |
Buc |
Bud |
Bue |
Buf |
Bug |
Buh |
Bui |
Buj |
Buk |
Bul |
Bum |
Bun |
Buo |
Buq |
Bur |
Bus |
But–Buz
Die Liste der Biografien führt alle Personen auf, die in der deutschsprachigen Wikipedia einen Artikel haben. Dieses ist eine Teilliste mit 365 Einträgen von Personen, deren Namen mit den Buchstaben „Buh“ beginnt.

## Buh

### Buha
- Buhăescu, Vasile (* 1988), rumänischer Fußballspieler
- Buhagiar, Antonio Maria (1846–1891), maltesischer römisch-katholischer Geistlicher, päpstlicher Diplomat und Apostolischer Administrator von Malta
- Buhagiar, Francesco (1876–1934), maltesischer Premierminister
- Buhain, Teodoro (1937–2024), philippinischer römisch-katholischer Geistlicher, Weihbischof in Manila
- Buhan, Jéhan (1912–1999), französischer Florettfechter und Olympiasieger
- Buhari, Muhammadu (1942–2025), nigerianischer Staatspräsident (1983–1985; 2015–2023)Muhammadu Buhari (1942–2025)

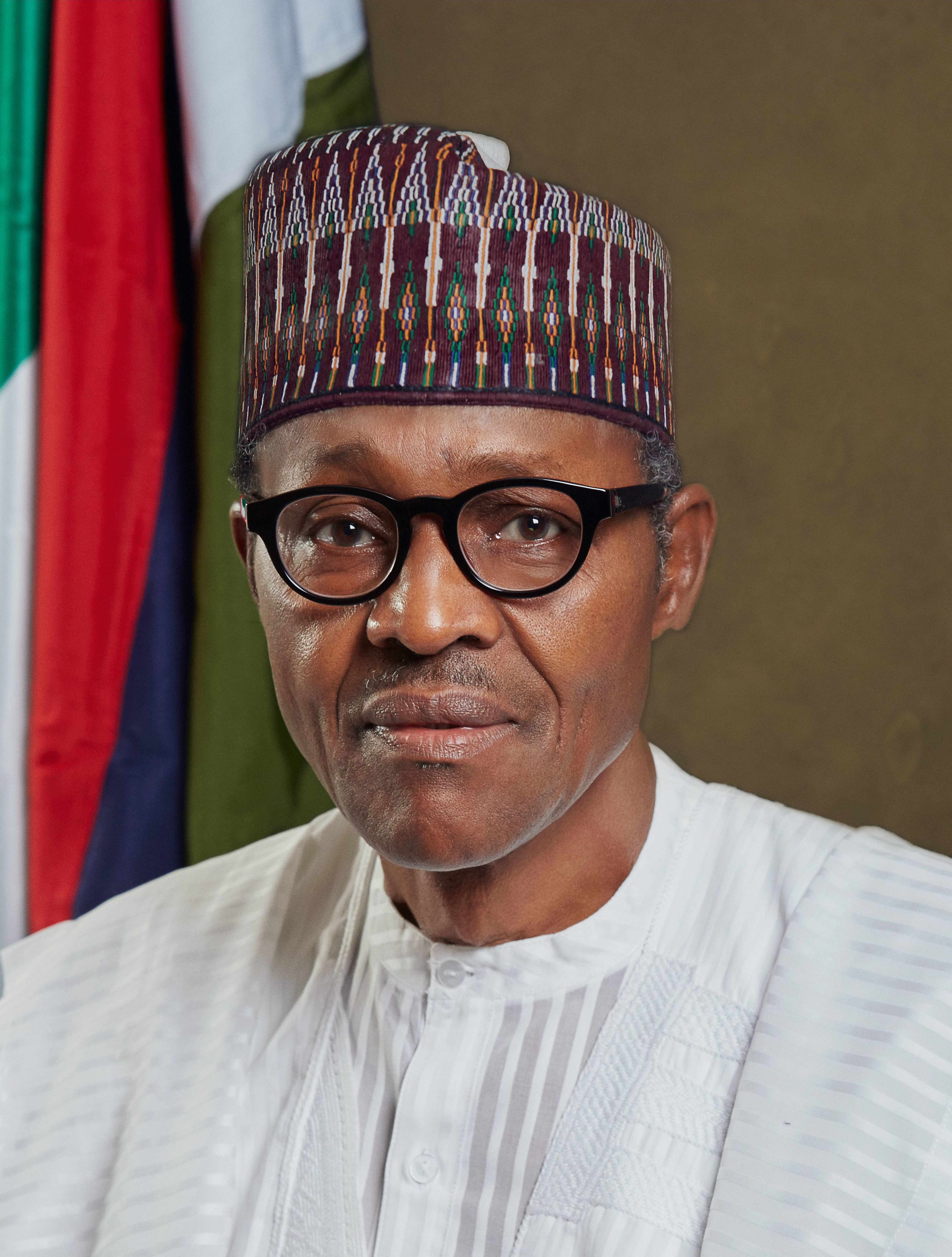
Muhammadu Buhari (1942–2025)

- Buhari, Syazwan (* 1992), singapurischer Fußballspieler

### Buhb
- Buhbe, Otto (1903–1993), deutscher Landwirt, Synodaler und Kommunalpolitiker

### Buhe
- Buhe (1926–2017), chinesischer Politiker (Volksrepublik China), Schriftsteller
- Buhé, Klaus (1912–1996), deutscher Ingenieur, Interpret und freischaffender Komponist
- Buhé, Thomas (1920–2015), deutscher Jazzgitarrist, Autor und Pädagoge
- Buhe, Walter (1882–1958), deutscher Maler und Grafiker

### Buhi
- Buhisan Cortes, Julito (* 1956), philippinischer Geistlicher, römisch-katholischer Bischof von Dumaguete

### Buhk
- Buhk, Ferdinand (1909–1934), kommunistischer Widerstandskämpfer und NS-Todesopfer
- Buhk, Maximilian (* 1992), deutscher Automobilrennfahrer
- Buhk, Stefan (* 1962), österreichischer Koch

### Buhl
- Buhl Woman, hominines Fossil
- Bühl, Adolphe (1878–1949), französischer Mathematiker und Astronom
- Bühl, Alexander (* 1986), deutscher Jazzmusiker (Saxophone, Komposition)
- Bühl, Alfons (1900–1988), deutscher Experimentalphysiker und Hochschullehrer
- Bühl, Andreas (* 1987), deutscher Politiker (CDU), MdLAndreas Bühl (* 1987)

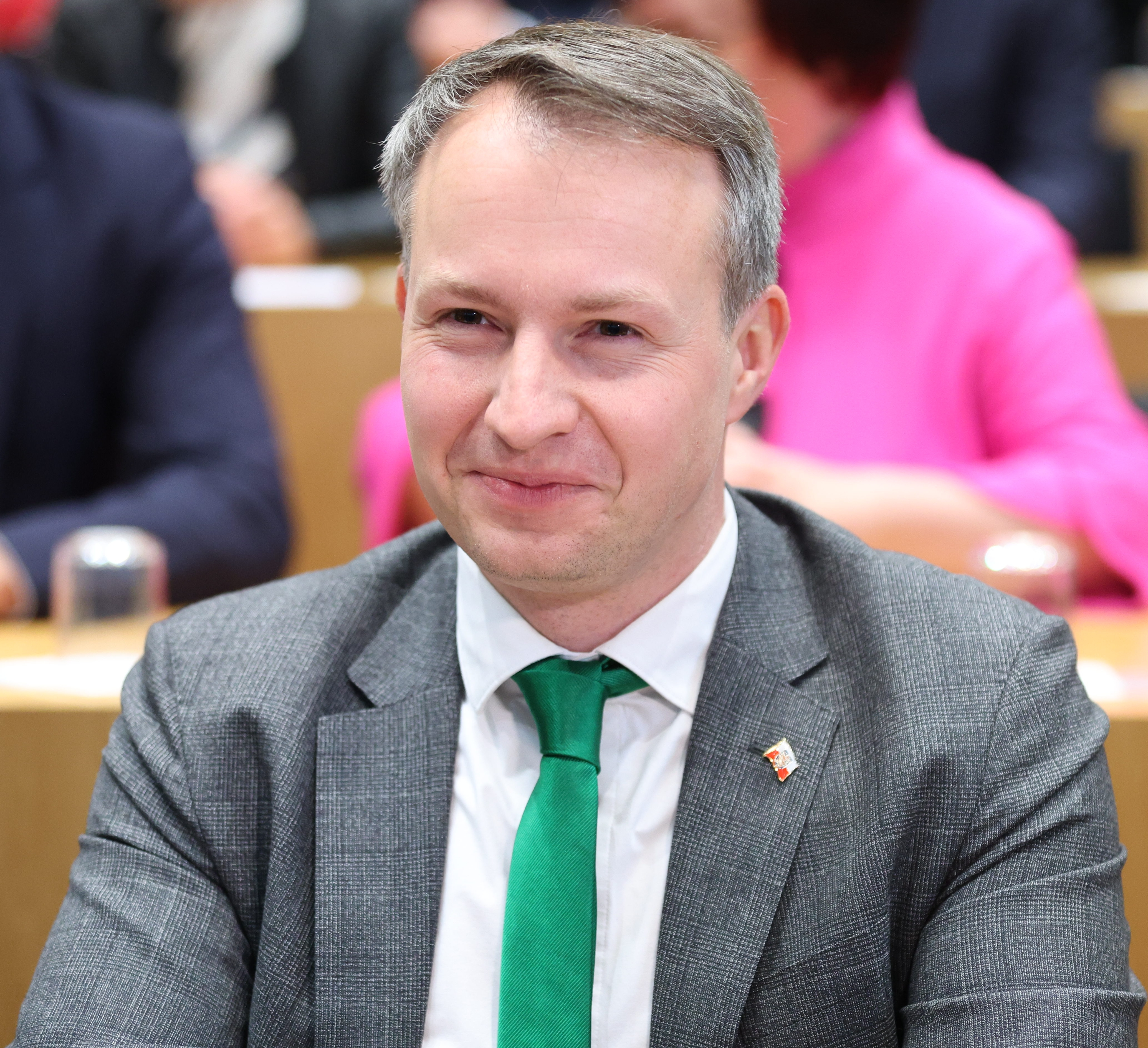
Andreas Bühl (* 1987)

- Buhl, Barbara (1936–2025), deutsche Juristin und ehemalige Richterin
- Bühl, Barbara Elisabeth (* 1993), deutsche Schauspielerin und Synchronsprecherin
- Bühl, Berthold (1885–1968), deutscher Ordensgeistlicher und römisch-katholischer Bischof von Oruro
- Buhl, Bodo (1951–2010), deutscher Maler und Bildhauer
- Bühl, Carl (1839–1898), deutscher Kaufmann, Unternehmer und Landtagsabgeordneter im Fürstentum Schwarzburg-Sondershausen
- Buhl, Dieter (* 1935), deutscher Journalist
- Buhl, Eugen von (1841–1910), bayerischer Politiker und Winzer in Deidesheim
- Buhl, Fabian (* 1990), deutscher Bergsteiger
- Buhl, Frants (1850–1932), dänischer Orientalist und Alttestamentler
- Buhl, Franz Anton Christoph (1779–1844), badischer Politiker
- Buhl, Franz Armand (1837–1896), deutscher Politiker (NLP), MdR und Winzer
- Buhl, Franz Eberhard von (1867–1921), deutscher Politiker, Winzer in Deidesheim
- Buhl, Franz Peter (1809–1862), badischer Politiker und Winzer in Deidesheim
- Buhl, Friedrich Ludwig (1762–1843), deutscher Jurist und Politiker
- Bühl, Fritz (1919–1985), deutscher Politiker (SPD), MdA
- Bühl, Gregor (* 1964), deutscher Dirigent
- Buhl, Hans Ulrich (* 1955), deutscher Ökonom, Professor für Betriebswirtschaftslehre insbesondere Finanz- und Informationsmanagement an der Universität Augsburg
- Bühl, Hartmut (* 1940), deutscher Offizier und Publizist
- Bühl, Hede (* 1940), deutsche Bildhauerin
- Buhl, Heike M. (* 1967), deutsche Psychologin
- Buhl, Heinrich (1848–1907), deutscher Rechtswissenschaftler
- Buhl, Herbert (1901–1963), deutscher Politiker (SPD)
- Buhl, Herbert Erich (1905–1948), deutscher Schriftsteller
- Buhl, Hermann (1924–1957), österreichischer BergsteigerHermann Buhl (1924–1957)

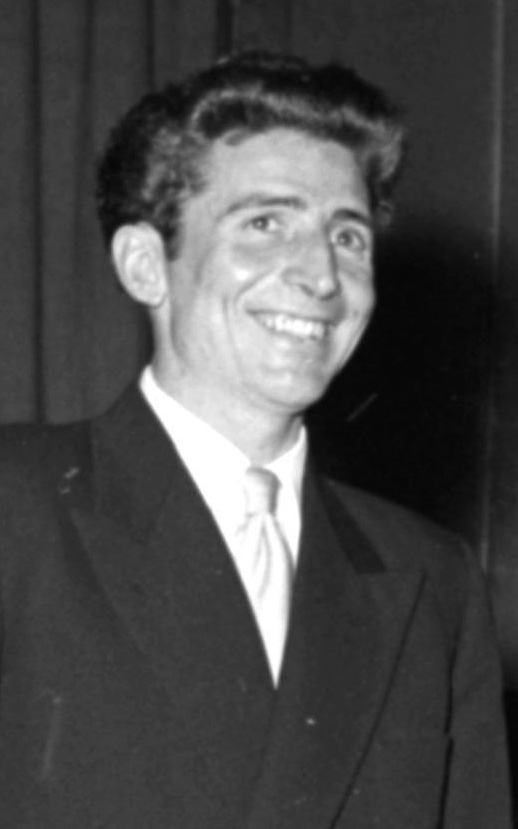
Hermann Buhl (1924–1957)

- Buhl, Hermann (1935–2014), deutscher Leichtathlet
- Buhl, Immo (* 1942), deutsche Tänzerin, Choreographin und Tanzpädagogin des Contemporary- und Modern Dance
- Buhl, Ingeborg (1890–1982), dänische Schriftstellerin, Übersetzerin und Kunsthistorikerin
- Buhl, Jakob Ludwig (1821–1880), deutscher Maler, Kupferstecher, Radierer und Lithograf
- Buhl, Johannes (1804–1882), deutscher Kaufmann, Turnpionier und Feuerwehrpionier
- Buhl, Joseph (* 1948), deutscher Schriftsteller
- Buhl, Karl (1884–1978), deutscher Verwaltungsjurist und Kommunalpolitiker
- Buhl, Karl (* 1940), deutscher Skilangläufer
- Bühl, Klara (* 2000), deutsche FußballspielerinKlara Bühl (* 2000)

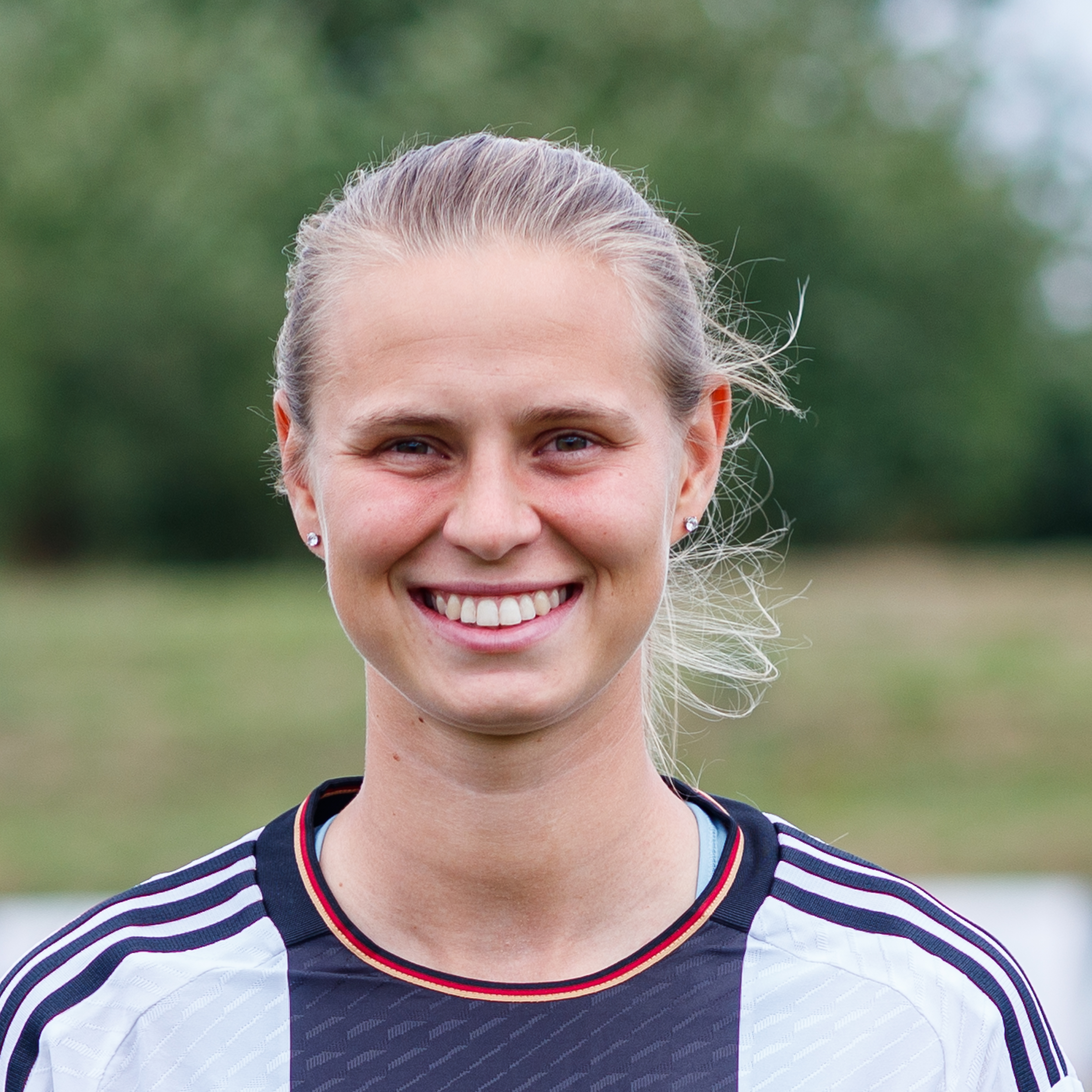
Klara Bühl (* 2000)

- Buhl, Kriemhild (* 1951), deutsche Schriftstellerin und Bibliothekarin
- Buhl, Ludwig (1814–1882), deutscher Schriftsteller, Junghegelianer, Übersetzer und Journalist
- Buhl, Ludwig von (1816–1880), deutscher Mediziner und Hochschullehrer
- Bühl, Marcus (* 1977), deutscher Politiker (AfD), MdB
- Bühl, Max (1866–1918), deutscher Fabrikbesitzer und Politiker
- Bühl, Notburga von (796–840), schottische Königstochter
- Buhl, Olaf (1953–2014), deutscher Fernsehjournalist und Moderator
- Buhl, Otto von (1842–1921), deutscher Verwaltungsbeamter
- Buhl, Paul (* 1881), deutscher Polizeibeamter
- Buhl, Philipp (* 1989), deutscher Segler
- Buhl, Reinhold Johannes (1933–2021), deutscher klassischer Cellist
- Buhl, Theodor (1936–2016), deutscher Schriftsteller
- Buhl, Vilhelm (1881–1954), dänischer Jurist und sozialdemokratischer Politiker, Mitglied des Folketing
- Bühl, Walter L. (1934–2007), deutscher Soziologe
- Bühl-Gramer, Charlotte (* 1963), deutsche Geschichtsdidaktikerin
- Buhlan, Bully (1924–1982), deutscher Jazz- und Schlagersänger, Pianist, Schlagerkomponist und Schauspieler
- Bühlbecker, Hermann (* 1950), deutscher Unternehmer in der SüßwarenindustrieHermann Bühlbecker (* 1950)

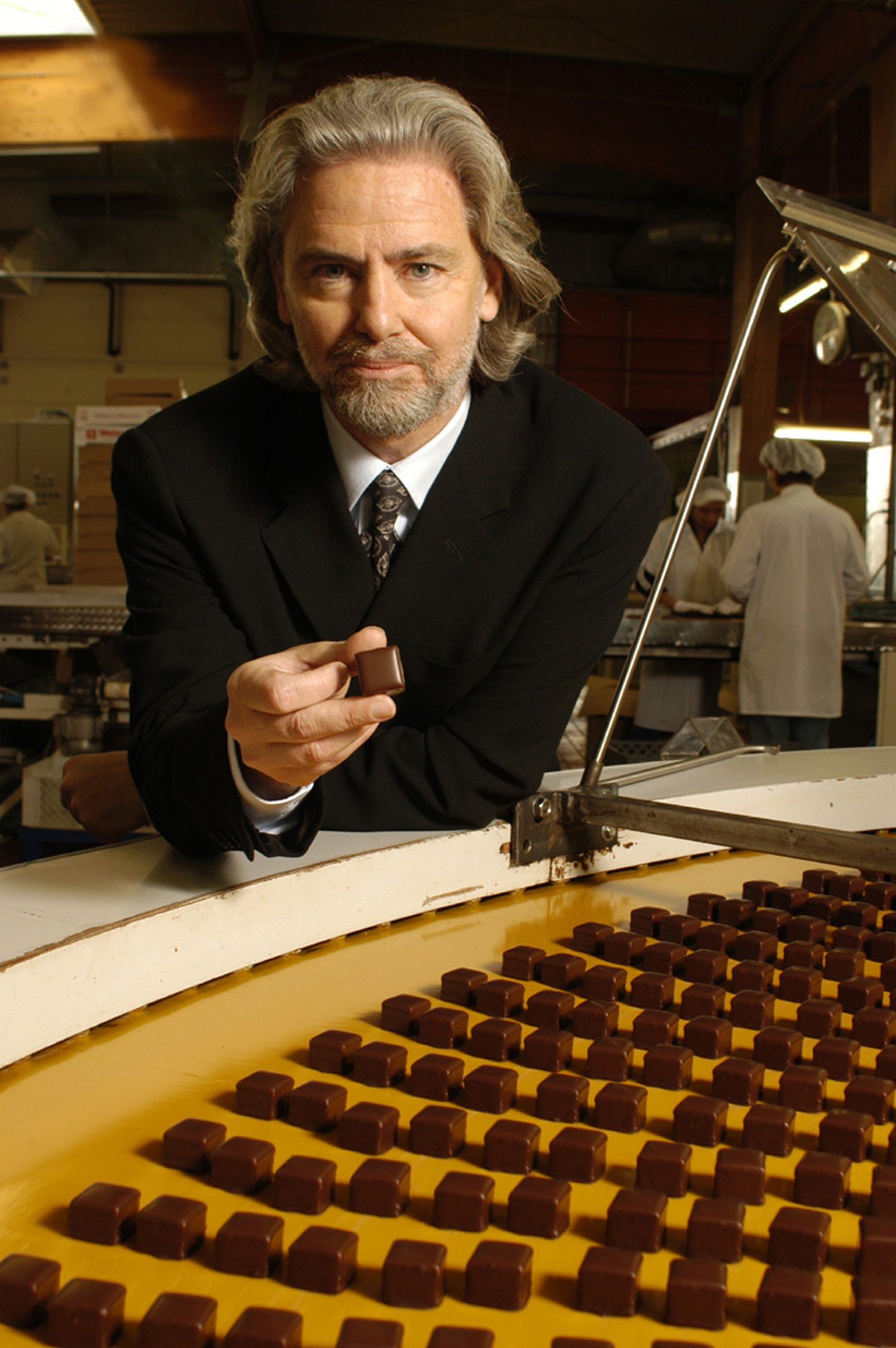
Hermann Bühlbecker (* 1950)

- Buhle, Christian August (1734–1807), deutscher Naturwissenschaftler, Hof- und Hospitalwundarzt sowie Chirurg
- Buhle, Johann Gottlieb (1763–1821), deutscher Philosoph, Philologe und Philosophiehistoriker
- Bühle, Maike, deutsche Chorleiterin und Hochschullehrerin
- Buhle, Max (1867–1935), deutscher Maschinenbauingenieur und Hochschullehrer
- Buhle, Walter (1894–1959), deutscher General der Infanterie und Chef des Heeresstabes im Oberkommando der Wehrmacht
- Buhle, Wenzel (1619–1685), Rauchwaren-Händler und Stifter in Leipzig
- Bühler, Adolf (1882–1951), Schweizer Bauingenieur
- Bühler, Adolf senior (1822–1896), Schweizer Unternehmer
- Buhler, Alfred (1890–1977), deutscher Politiker (SPD/KPD/SED). MdL
- Bühler, Alfred (1900–1981), Schweizer Ethnologe und Forschungsreisender
- Bühler, Alfred (1920–1991), deutscher Künstler
- Bühler, André (* 1975), deutscher Wirtschaftswissenschaftler und Sportökonom
- Bühler, Andreas, österreichischer Steinmetzmeister
- Bühler, Anna (* 1997), deutsche Leichtathletin
- Bühler, Anna Maria (1774–1854), Schweizer Heldin
- Bühler, Anton (1922–2013), Schweizer Pferdesportler
- Bühler, Anton von (1848–1920), deutscher Forstwissenschaftler
- Bühler, Arnaud (* 1985), Schweizer Fußballspieler
- Bühler, Arnold Gottlieb (1855–1937), Schweizer Politiker (FDP)
- Bühler, Axel (* 1966), deutscher Politiker (Grün-Alternativen Liste), MdHB
- Bühler, Beate (* 1964), deutsche Volleyball- und Beachvolleyballspielerin
- Bühler, Beatrix (1948–2014), deutsche Regisseurin und Dramaturgin
- Bühler, Benjamin (* 1970), deutscher Germanist
- Bühler, Berthold (* 1952), deutscher Koch
- Buhler, Carlos (* 1954), US-amerikanischer Bergsteiger
- Bühler, Charlotte (1893–1974), deutsche Psychologin
- Bühler, Christian (1903–1997), Schweizer Politiker (Demokratische Partei Graubündens)
- Bühler, Christoph (* 1963), deutscher Hochschullehrer, Professor für Soziologie an der Leibniz-Universität Hannover
- Bühler, Corinne (* 1974), Schweizer Botschafterin
- Bühler, Cyrill (* 1983), Schweizer Eishockeyspieler
- Bühler, Daniel (* 1970), Schweizer Politiker (FDP)
- Bühler, Denis (1811–1890), französischer Gartenarchitekt
- Bühler, Dominique (* 1983), Schweizer Politikerin (Grüne)
- Bühler, Erhard (* 1956), deutscher General des Heeres der BundeswehrErhard Bühler (* 1956)

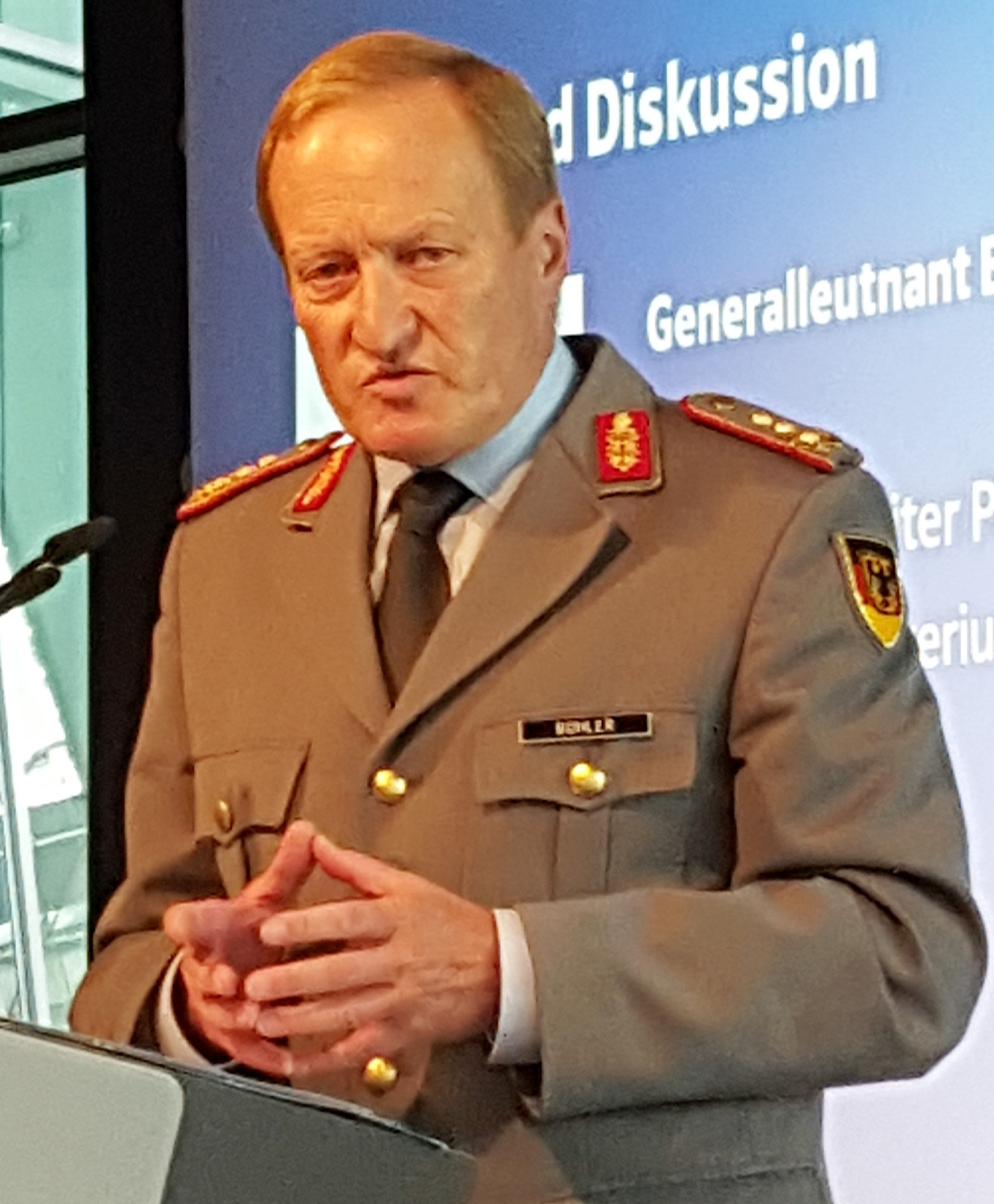
Erhard Bühler (* 1956)

- Bühler, Ernst (1909–1972), Schweizer Radrennfahrer
- Bühler, Eugène (1822–1907), französischer Gartenarchitekt
- Bühler, Franz (1760–1823), deutscher Benediktinermönch, Musiker und Komponist
- Bühler, Franz Karl (1864–1940), deutscher Kunstschmied und Maler
- Bühler, Fredy (1938–2021), Schweizer Jazzmusiker
- Bühler, Fritz (1909–1980), Schweizer Unternehmer
- Bühler, Fritz (1909–1963), Schweizer Grafiker und Gebrauchsgrafiker
- Bühler, Georg (1837–1898), deutscher Indologe
- Bühler, Gerhard (1868–1940), Schweizer Zeichenlehrer, Radierer, Maler und Publizist
- Bühler, Gerhard (1925–2015), deutscher Bundesrichter am Bundespatentgericht
- Bühler, Gero (* 1968), deutscher Psychiater und Autor
- Bühler, Gion Antoni (1825–1897), Schweizer Redaktor, Schriftsteller und Lehrer
- Bühler, Gregor (* 1983), deutscher Politiker (CDU)
- Bühler, Gustav Adolf (1869–1939), Schweizer Unternehmer und Kantonsrat (FDP)
- Bühler, Gustav von (1817–1892), deutscher Domänendirektor und Politiker, MdR
- Bühler, Hans (1893–1967), Schweizer Springreiter, Künstler und Kunstsammler
- Bühler, Hans (1907–1987), deutscher Ingenieur
- Bühler, Hans (1915–1974), deutscher Bildhauer
- Bühler, Hans (1941–2018), Schweizer Verkäufer für den Hersteller von Chiffriergeräten Crypto AG
- Bühler, Hans Adolf (1877–1951), deutscher Kunstmaler und nationalsozialistischer KulturpolitikerHans Adolf Bühler (1877–1951)

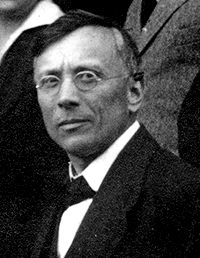
Hans Adolf Bühler (1877–1951)

- Bühler, Hans-Peter (* 1942), deutscher Kunsthändler, Sammler und Mäzen
- Bühler, Hansjürgen (* 1938), deutscher Kommunalpolitiker (FDP)
- Bühler, Hartmut (* 1955), deutscher Fotograf und Fotojournalist
- Bühler, Heike (* 1963), deutsche Historikerin und Hochschullehrerin (Public Relations)
- Bühler, Heinz (1920–1992), deutscher Historiker
- Bühler, Heinz (1941–2020), Schweizer Jazzmusiker (Trompete)
- Bühler, Helmut (* 1957), liechtensteinischer Politiker (VU)
- Bühler, Hermann (1900–1963), deutscher Bibliothekar und Funktionär des Deutschen Alpenvereins
- Bühler, Hermann (* 1962), Schweizer Komponist, Musiker und Musikwissenschaftler
- Bühler, Hildegund (1936–2009), österreichische Übersetzungswissenschaftlerin und Dolmetscherin
- Bühler, Jasmin (* 1994), Schweizer Unihockeyspielerin
- Bühler, Joachim (* 1978), deutscher Politikwissenschaftler
- Buhler, Joe (* 1950), US-amerikanischer Mathematiker
- Bühler, Johannes (* 1997), deutscher Fußballspieler
- Bühler, Josef (1904–1948), deutscher Staatssekretär und KriegsverbrecherJosef Bühler (1904–1948)

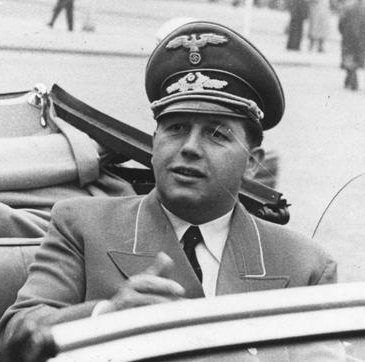
Josef Bühler (1904–1948)

- Bühler, Josef Sigmund (1804–1863), Schweizer Politiker und Richter
- Bühler, Karin Karinna (* 1974), Schweizer Künstlerin
- Bühler, Karl (1879–1963), deutscher Denk- und Sprachpsychologe und Sprachtheoretiker
- Bühler, Karl August (1904–1984), deutscher Politiker (CDU), MdL, MdB
- Bühler, Kaspar (* 1996), Schweizer Unihockeyspieler
- Bühler, Katharina (* 1981), deutsche Kamerafrau
- Bühler, Katja (* 1973), deutsche Mikrobiologin, Mikrochemikerin und Hochschulprofessorin
- Bühler, Klaus (1941–2021), deutscher Politiker (CDU), MdB
- Bühler, Konstantin (* 1979), deutscher Schauspieler und Hörspielsprecher
- Bühler, Léna (* 1997), Schweizer Automobilrennfahrerin
- Bühler, Liselotte (1922–2003), deutsche Politikerin (SPD), MdL
- Bühler, Luana (* 1996), Schweizer Fussballspielerin
- Bühler, Luigi (1921–2004), Schweizer Schachkomponist
- Bühler, Manfred (* 1979), Schweizer Politiker (SVP)
- Bühler, Marc (* 1976), deutscher Trompeter
- Bühler, Marcelle (1913–2002), Schweizer Skirennfahrerin
- Bühler, Mariann (* 1982), Schweizer Autorin und Literaturvermittlerin
- Bühler, Mario (* 1992), Schweizer Fußballspieler
- Bühler, Martha (* 1951), liechtensteinische Skirennfahrerin und Hotelbesitzerin
- Bühler, Martin (* 1976), Schweizer Politiker (FDP)
- Bühler, Matthias (* 1986), deutscher Hürdensprinter
- Bühler, Michael (1853–1925), Schweizer Politiker
- Bühler, Michel (1945–2022), Schweizer Schriftsteller und Chansonnier
- Bühler, Oskar (1911–2001), deutscher Bergsteiger, Kletterer, Kletterführerautor und Erfinder des Bühlerhakens
- Bühler, Oswald (1899–1962), liechtensteinischer Politiker (FBP)
- Bühler, Ottmar (1884–1965), deutscher Jurist
- Bühler, Otto (1882–1945), deutscher Verwaltungsjurist und Landrat in Homburg
- Bühler, Paul (1936–1996), deutscher Biologe
- Bühler, Peter Theophil (1841–1913), Schweizer Politiker (FDP-Liberale)
- Bühler, Philippe (* 1981), deutscher Sänger
- Bühler, Pierre (* 1950), Schweizer reformierter Theologe und Hochschullehrer
- Bühler, René (1905–1987), Schweizer Unternehmer und Nationalrat (FDP)
- Bühler, Richard (1879–1967), Schweizer Textilfabrikant, Kunstsammler und Mäzen
- Bühler, Richard (1915–1959), Schweizer Skispringer
- Bühler, Robert (1928–2023), Schweizer Politiker (FDP)
- Bühler, Rolf D. (1919–1984), deutscher Raumfahrttechniker und Hochschullehrer
- Bühler, Rolf Theodor (1903–1992), Schweizer Unternehmer und Nationalrat (FDP)
- Bühler, Romy (* 1994), Schweizer Eiskunstläuferin
- Bühler, Ronja (* 2002), deutsche Handballspielerin
- Bühler, Rudolf (1939–2020), deutscher Politiker (Rep), MdL
- Bühler, Rudolf (* 1952), Öko-Landwirt und Pionier für ländliche Regionalentwicklung in Hohenlohe (Baden-Württemberg) und in Ländern des Südens
- Bühler, Selina (* 1995), deutsche Fußballspielerin
- Bühler, Simeon (* 1942), Schweizer Politiker (SVP)
- Bühler, Steffen (* 1985), deutscher Handballspieler
- Bühler, Su, deutsche Kostümbildnerin
- Bühler, Sven Daniel (* 1989), deutscher Schauspieler und Sprecher sowie Musiker und Theaterregisseur
- Bühler, Tanja (* 1992), Schweizer Unihockeyspielerin
- Bühler, Theodor (* 1904), deutscher Volkswirt und nationalsozialistischer Sozialforscher
- Bühler, Ueli (* 1961), Schweizer Bergsteiger
- Bühler, Urs (1943–2025), Schweizer Unternehmer
- Bühler, Urs (* 1959), Schweizer Drehbuchautor
- Bühler, Urs (* 1971), Schweizer TenorUrs Bühler (* 1971)

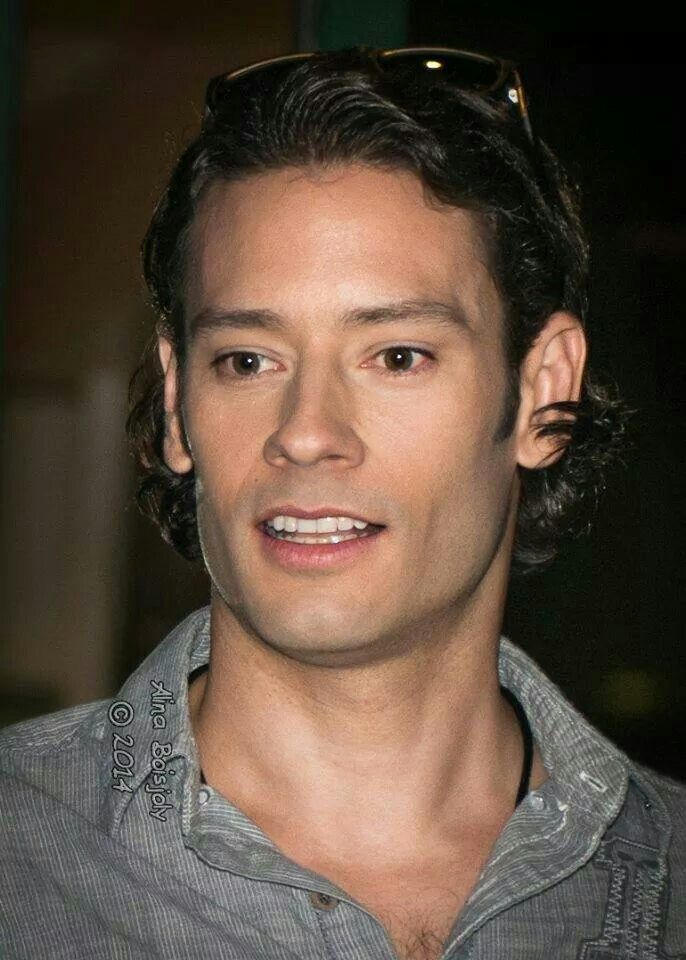
Urs Bühler (* 1971)

- Bühler, Uwe (* 1960), deutscher Fußballspieler
- Bühler, Valentin (1835–1912), Schweizer Jurist und Lexikograph
- Bühler, Walter (1926–2012), deutscher Fußballspieler
- Bühler, Walther (1913–1995), deutscher Arzt, Autor und Vortragsredner
- Bühler, Wilhelm (1926–2006), baden-württembergischer Politiker
- Bühler, Winfried (1929–2010), deutscher klassischer Philologe
- Bühler, Wolf-Eckart (1945–2020), deutscher Regisseur und Buchautor
- Bühler, Wolfgang (1932–2024), deutscher Manager
- Bühler, Wolfgang (* 1943), deutscher Betriebswirtschaftler
- Bühler, Wolfgang G. (* 1957), deutscher Maler und Zeichner
- Bühler, Wolfram (* 1952), deutscher Maler und Grafiker
- Bühler-Dietrich, Annette (* 1968), deutsche Literaturwissenschaftlerin
- Bühler-Fey, Rosemarie, deutsche Opern- und Liedsängerin (Sopran)
- Bühler-Haas, Sylvia (* 1963), Schweizer Malerin und Designerin
- Bühler-Honegger, Johann Heinrich (1833–1929), Schweizer Landwirt, Unternehmer, Mäzen und Politiker
- Bühler-Niederberger, Doris (* 1950), deutsche Soziologin
- Bühler-Nigsch, Dagmar (* 1969), liechtensteinische Politikerin (VU)
- Bühler-Oppenheim, Kristin (1915–1984), Schweizer Textilethnologin
- Bühler-Paschen, Silke (* 1967), deutsch-österreichische Festkörperphysikerin
- Buhlert, Klaus (* 1950), deutscher Komponist und Hörspielregisseur
- Buhlert, Magnus (* 1967), deutscher Politiker (FDP), MdBB
- Buhles, Günter (* 1943), deutscher Komponist und Musikjournalist
- Bühlig, Katrin (* 1967), deutsche Drehbuchautorin und Regisseurin
- Bühligen, Jens (* 1966), deutscher Kommunalpolitiker, ehemaliger Oberbürgermeister der Stadt Merseburg
- Bühligen, Kurt (1917–1985), deutscher Jagdflieger
- Bühling, Kai Joachim (* 1968), deutscher Frauenarzt
- Bühling, Reinhard (1926–2012), deutscher Politiker (SPD), MdA, MdB und Jurist
- Bühling, Selmar (1895–1977), deutscher Jurist und Politiker, Gründer und Vorsitzender der Vereinigung "Heimattreue Erfurter"
- Bühling, Stefan (* 1972), deutscher Filmregisseur
- Bühlmann, Albert (1923–1994), Schweizer Mediziner
- Buhlmann, Britta E. (* 1956), deutsche Kunsthistorikerin
- Buhlmann, Carola (1926–2014), deutsche Keramikerin
- Bühlmann, Cécile (* 1949), Schweizer Politikerin (Grüne)
- Bühlmann, Fritz (1848–1936), Schweizer Politiker, Offizier und Publizist
- Bühlmann, Fritz (1874–1956), deutscher Architekt und Zeichner
- Bühlmann, Gottlieb Rudolf (1818–1886), Schweizer Politiker
- Bühlmann, Hans (* 1930), Schweizer Versicherungsmathematiker
- Buhlmann, Hans Joachim (1924–2008), deutscher Maler
- Buhlmann, Heiner (* 1947), deutscher Musikpädagoge, Dirigent und Oboist
- Bühlmann, Heinz (1942–2004), Schweizer Schauspieler und Hörspielsprecher
- Bühlmann, Jan (* 1987), Schweizer Musiker, Model, Mister Schweiz 2010Jan Bühlmann (* 1987)

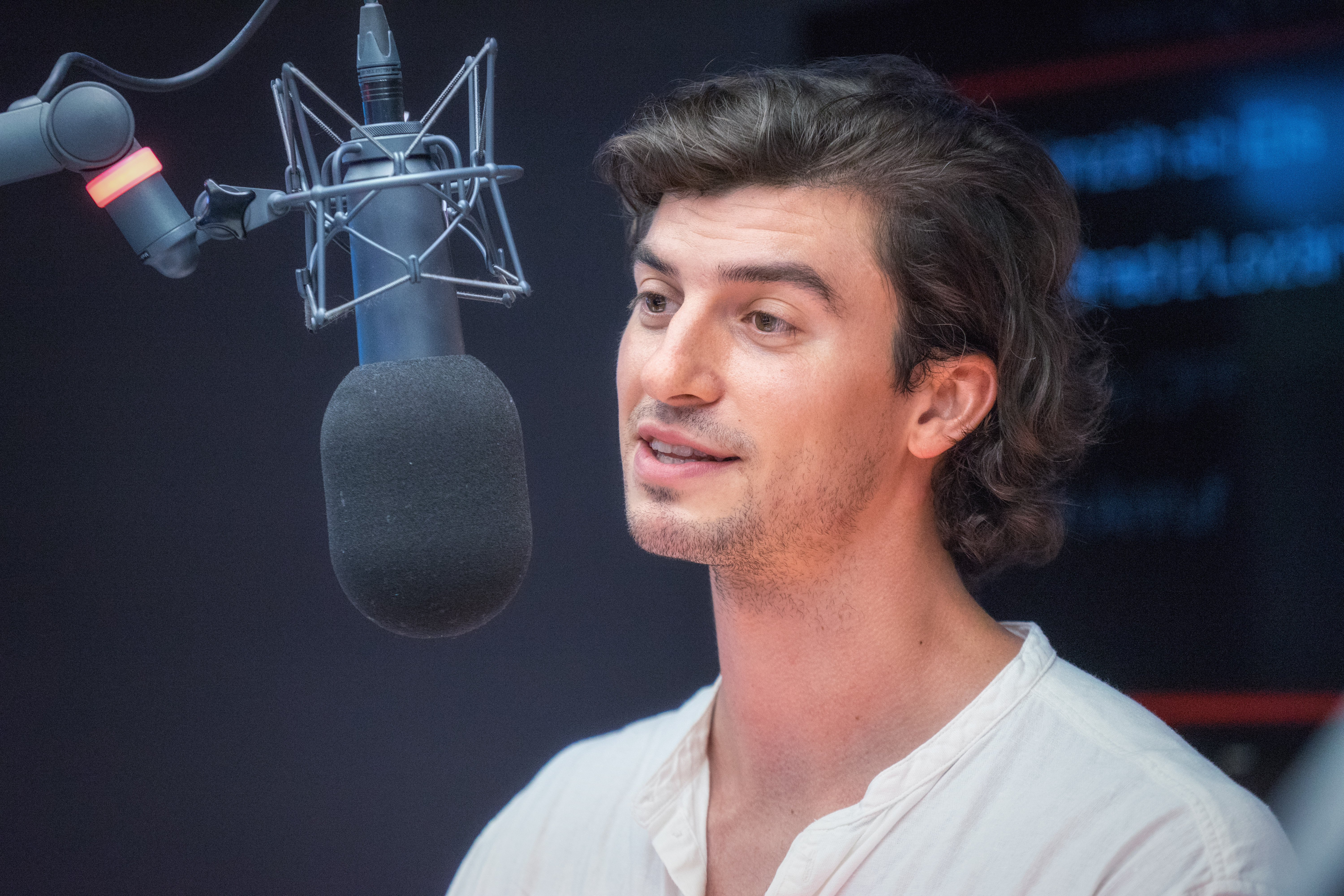
Jan Bühlmann (* 1987)

- Bühlmann, Joseph (1844–1921), Schweizer und deutscher Architekt und Hochschullehrer
- Buhlmann, Klaus (1950–2006), deutscher Journalist und Buchautor
- Bühlmann, Max (* 1956), Schweizer Künstler
- Bühlmann, Paul (1927–2000), Schweizer Volksschauspieler
- Bühlmann, Peter (* 1965), Schweizer Mathematiker
- Bühlmann, Sabrina Tanja (* 1984), Schweizer Multimediakünstlerin, Musikerin, Songwriterin, Sängerin, Fotografin und ein Model
- Bühlmann, Walbert (1916–2007), Schweizer Theologe, Kapuziner
- Bühlmayer, Conrad (1835–1883), österreichischer Landschafts- und Tiermaler sowie Radierer
- Bühlmeyer, Konrad (1928–2012), deutscher Mediziner und Hochschullehrer
- Buhlul († 805), Sufi (islamischer Mystiker), Sänger, Stadtnarr von Kufa

### Buhm
- Buhmann, Christian (1906–1990), deutscher Bildhauer und Restaurator
- Buhmann, Friedrich (1875–1960), deutscher Bildhauer und Restaurator
- Buhmann, Friedrich (1882–1962), deutscher Kaufmann, Gründer der Dr.-Buhmann-Schule in Hannover
- Buhmann, Hans (1936–2008), deutscher Politiker (CDU), MdL
- Bühmann, Hans-Hubertus (1921–2014), deutscher Forstwirt und Politiker (CDU), MdL
- Buhmann, Joachim (* 1959), deutscher Informatiker und Hochschullehrer
- Buhmann, Rainer (* 1981), deutscher Schachspieler

### Buhn
- Bühn, Jan (* 1991), deutscher Motorradrennfahrer
- Bühne, Tabitha (* 1983), deutsche Medienwirtin, Ernährungs- und Fitnessberaterin, Sportjournalistin und Buchautorin
- Bühne, Wolfgang (* 1946), deutscher Evangelist, Verleger, Buchhändler und Autor
- Bühnen, Eva (* 1996), deutsche Schauspielerin
- Bühner, Eustach (1885–1949), deutscher Arzt und Politiker (BVP, CSU), MdL Bayern
- Bühner, Frieda (* 2004), deutsche Basketballspielerin
- Bühner, Holger (* 1966), deutscher Fußballspieler und -trainer
- Bühner, Karl (* 2005), deutscher Basketballspieler
- Bühner, Karl Hans (1904–1978), deutscher Dichter
- Bühner, Markus (* 1969), deutscher Psychologe und Hochschullehrer
- Bühner, Rolf (* 1944), deutscher Wirtschaftswissenschaftler
- Bühner, Thomas (* 1962), deutscher Koch
- Buhnik, Ron (* 1994), israelischer Singer-Songwriter

### Buho
- Buholzer, Sonja A. (* 1960), Schweizer Wirtschaftsreferentin und Autorin
- Buhot, Félix (1847–1898), französischer Maler und Illustrator

### Buhr
- Buhr, Andreas (* 1960), deutscher Verkaufs- und Managementtrainer mit den Schwerpunkten Führung und VertriebAndreas Buhr (* 1960)

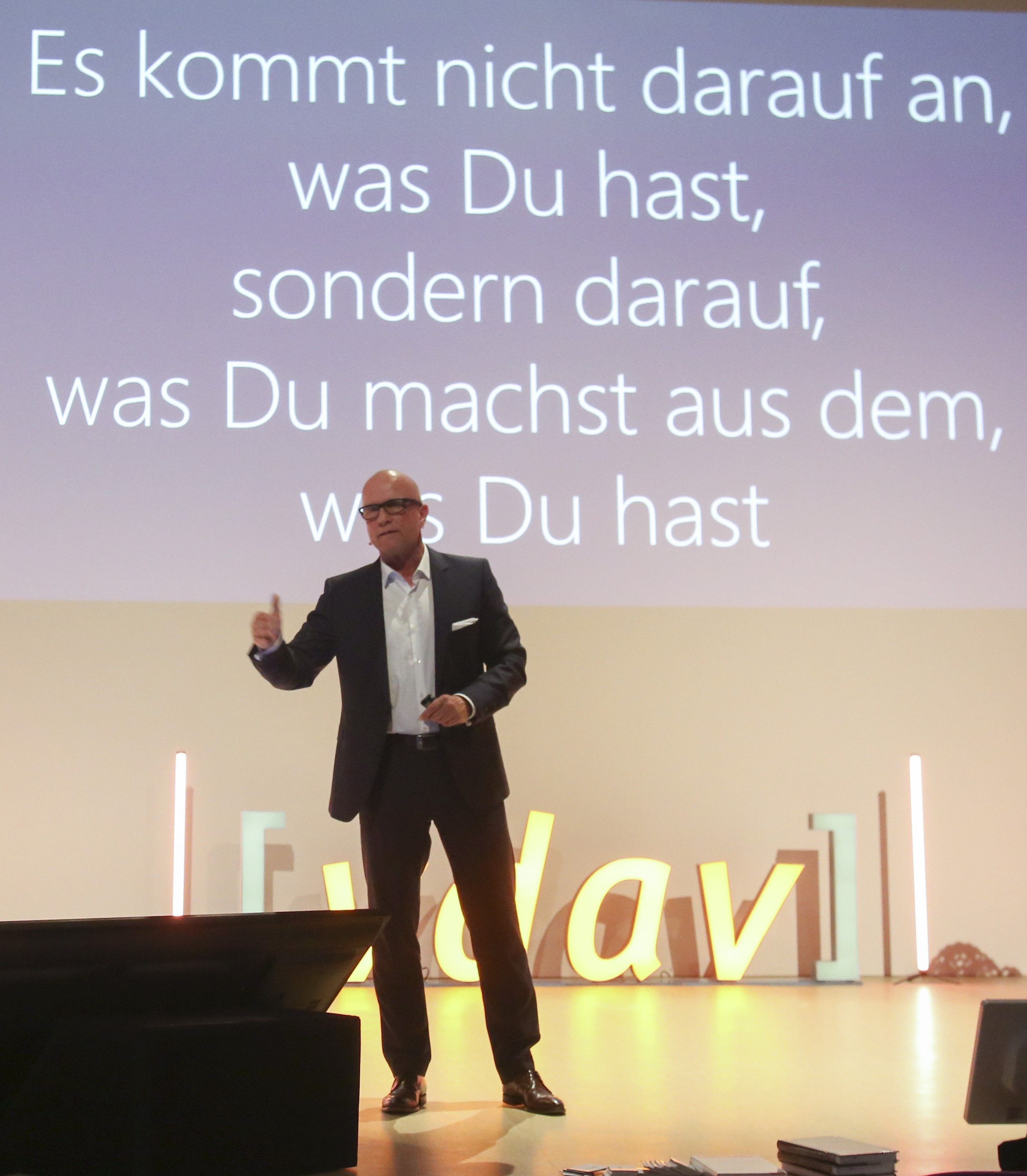
Andreas Buhr (* 1960)

- Buhr, Annika de (* 1972), deutsche Journalistin und Moderatorin
- Buhr, Glenn (* 1954), kanadischer Komponist und Pianist
- Buhr, Heiko (* 1964), deutscher Schriftsteller
- Buhr, Heinrich (1912–2001), deutscher evangelischer Theologe und Pfarrer
- Buhr, Heinrich de (1892–1952), deutscher Politiker (SPD), Kreisvorsitzender von Dithmarschen
- Buhr, Herbert (1902–1968), deutscher Botaniker
- Buhr, Hermann de (* 1939), deutscher Historiker
- Buhr, Ingo de (* 1966), deutscher Unternehmer, Gründer der Unternehmen Prokon und N.prior energy
- Buhr, Liane (* 1956), deutsche Ruderin
- Buhr, Manfred (1927–2008), deutscher marxistischer Philosoph
- Buhr, Rebekka de (* 1986), deutsche Radiomoderatorin
- Bühr, Siegfried (* 1943), deutscher Schauspieler, Theaterregisseur, Theaterintendant und Opernregisseur
- Buhr, Silke (* 1966), deutsche Szenenbildnerin und Filmarchitektin
- Buhr, Wolfgang (1932–2016), deutscher Kommunalpolitiker (CDU)
- Buhre, Michael (* 1961), deutscher Politiker (SPD)
- Bühre, Paul (* 1998), deutscher Autor
- Buhre, Traugott (1929–2009), deutscher SchauspielerTraugott Buhre (1929–2009)

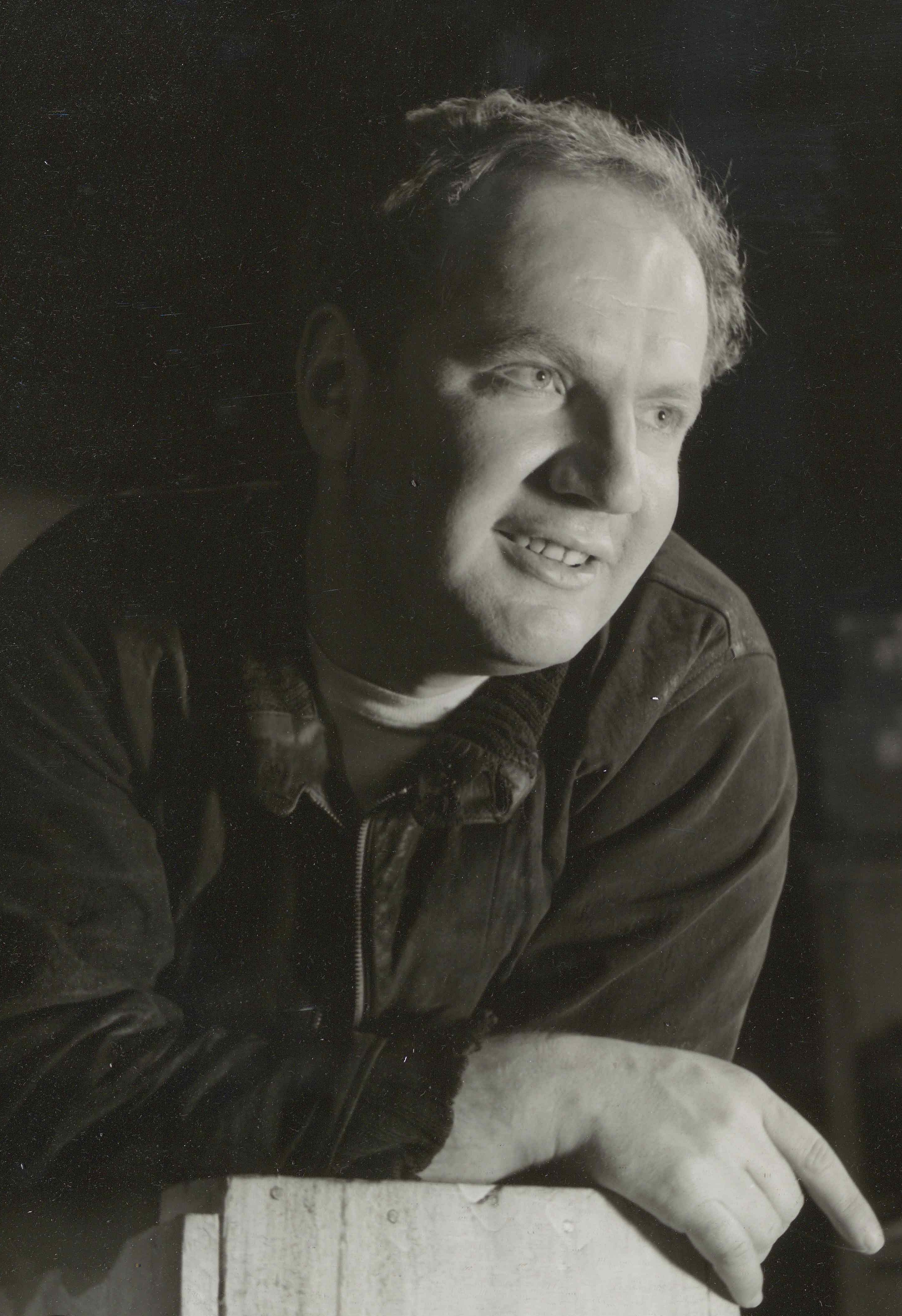
Traugott Buhre (1929–2009)

- Buhre, Werner (1901–1980), deutscher Drehbuchautor, Regisseur und Übersetzer
- Bühren, Astrid (* 1952), deutsche Ärztin und Ärztefunktionärin
- Bühren, Georg (* 1955), deutscher Hörspielregisseur, Autor und Musiker
- Bühren, Karl (1888–1938), deutscher sozialdemokratischer Arbeitersportler und Sportfunktionär
- Bühren, Michael (* 1971), deutscher Basketballspieler und -trainer
- Bühren, Ralf van (* 1962), deutscher Kunsthistoriker und Kirchenhistoriker
- Bühren-Gamb, Ruth (1922–1993), deutsche Politikerin (SPD), MdL
- Bührer Fecker, Regula (* 1978), Schweizer Werberin
- Bührer, Berthold (1908–1996), deutscher Musiklehrer und Organist an der Stumm-Orgel in der Abteikirche von Amorbach
- Bührer, Christoph (* 1958), deutscher Kinderarzt und Neonatologe
- Bührer, Dennis (* 1983), deutscher Fußballspieler
- Bührer, Dietmar (* 1947), deutscher Fotograf
- Bührer, Eduard (1882–1965), Bürgermeister
- Bührer, Esther (1926–2020), Schweizer Politikerin
- Bührer, Gerold (* 1948), Schweizer Politiker (FDP)Gerold Bührer (* 1948)

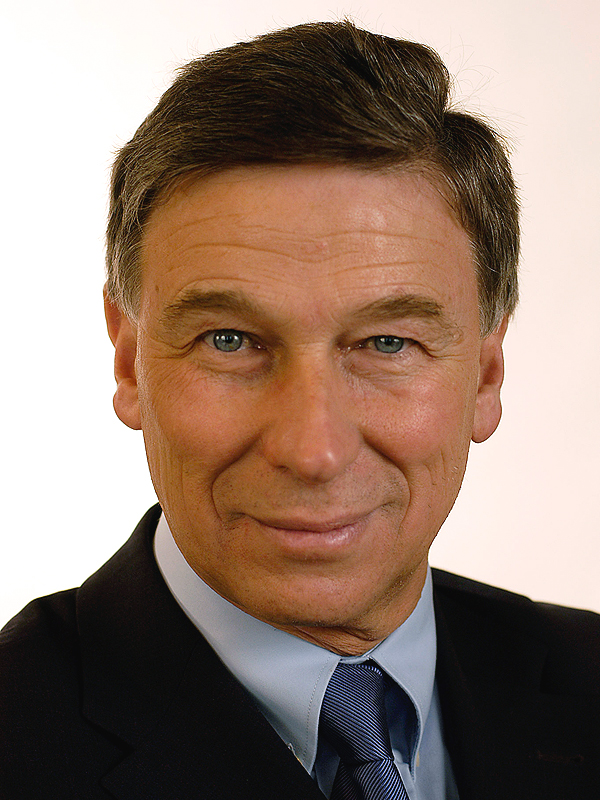
Gerold Bührer (* 1948)

- Bührer, Hans (1954–2016), deutscher Fußballspieler
- Bührer, Jakob (1882–1975), Journalist und Schriftsteller
- Bührer, Jules-Antoine (1879–1965), französischer General
- Bührer, Julius (1890–1946), Schweizer Unternehmer
- Bührer, Karl Wilhelm (1861–1917), Schweizer Autor und Unternehmer
- Bührer, Karl-Heinz (* 1959), deutscher Fußballspieler
- Bührer, Louis (1803–1863), deutscher Kommunalpolitiker
- Bührer, Marco (* 1979), Schweizer Eishockeyspieler
- Bührer, Nicolas (* 1944), Schweizer Unternehmer und Automobilrennfahrer
- Bührer, Pascal (* 1995), deutscher Handballspieler
- Bührer, Tanja (* 1974), Schweizer Historikerin
- Bührer, Thomas (* 1968), Schweizer Orientierungsläufer
- Bührer, Urs (* 1942), Schweizer Komponist, Organist und Musikpädagoge
- Bührer, Werner (* 1950), deutscher Politikwissenschaftler
- Bührer-Lucke, Gisa (* 1953), deutsche Journalistin und Buchautorin
- Bührer-Thierry, Geneviève (* 1960), französische Historikerin
- Buhrich, Eva (1915–1976), deutsch-australische Architektin und Bau-Fachjournalistin
- Bührig, Claudia (* 1963), deutsche Bauforscherin
- Bührig, Erich (1896–1959), deutscher Gewerkschafter
- Bührig, Kristin (* 1964), deutsche Germanistin
- Bührig, Marga (1915–2002), deutsch-schweizerische Germanistin, Theologin und Frauenrechtlerin
- Bühring, Carl James (1871–1936), deutscher Architekt und BaubeamterCarl James Bühring (1871–1936)

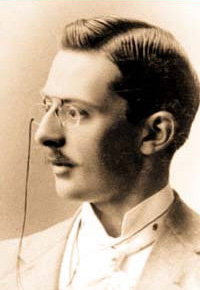
Carl James Bühring (1871–1936)

- Bühring, Conrad (1835–1893), deutscher Kaufmann, Seidenwarengroßhändler, Kommunalpolitiker und Kommerzienrat
- Bühring, Ernst (1844–1928), deutscher Architekt
- Bühring, Franz (1868–1941), deutscher Kaufmann, Seidenwarengroßhändler, Wirtschaftsführer, Handelsgerichtsrat und Türkischer Konsul
- Bühring, Johannes (1858–1937), deutscher Gymnasiallehrer und Heimatkundler in Thüringen und Elberfeld
- Buhring, Juliana (* 1981), britisch-deutsche Ultra-Endurance-Radfahrerin und Autorin
- Bühring, Katrin (* 1977), deutsche Schauspielerin
- Bühring, Malte (1939–2014), deutscher Internist und Professor für Naturheilkunde
- Bühring, Ursel (* 1950), deutsche Sachbuchautorin
- Bühring, Wilhelm, deutscher Fußballspieler
- Bühringer, Gerhard (* 1947), deutscher Hochschullehrer und Psychologe
- Bühringer, Heinz (1927–2016), deutscher Politiker (SPD), MdL
- Bührke, Herbert (1891–1954), deutscher Jurist, Präsident des Landeskirchenamtes in Kiel
- Bührke, Thomas (* 1956), deutscher Astrophysiker, Wissenschaftsjournalist und Buchautor
- Bührle, Cornelia (* 1953), deutsche Ordensschwester
- Bührle, Dieter (1921–2012), Schweizer Unternehmer, Handballspieler und Ruderer
- Bührle, Emil Georg (1890–1956), Schweizer Industrieller deutscher Abstammung und Kunstsammler
- Bührle, Martin (1934–2017), deutscher Sportwissenschaftler, Hochschullehrer, Leichtathlet und Leichtathletiktrainer
- Bührlen, Friedrich Ludwig (1777–1850), deutscher Schriftsteller und Kanzleibeamter
- Buhrman, Harry (* 1966), niederländischer Informatiker
- Bührmann, Andrea D. (* 1961), deutsche Soziologin
- Bührmann, Christina (* 1945), deutsche Politikerin (SPD), MdL
- Bührmann, Gisela (1925–2011), deutsche Malerin und Grafikerin
- Bührmann, Traude (* 1942), deutsche Schriftstellerin, Journalistin, Fotografin und Übersetzerin
- Buhrmeister, Christoph Adolf von (1784–1866), russischer Generalleutnant
- Buhrmeister, Otto Frommhold von († 1782), Öselscher Landmarschall
- Buhrmester, Björn (* 1984), deutscher Handballspieler
- Buhrmester, Jens (* 1971), deutscher Handballspieler
- Buhrow, Karl (1863–1939), deutscher Kommunalpolitiker und Jurist
- Buhrow, Tom (* 1958), deutscher Journalist und IntendantTom Buhrow (* 1958)

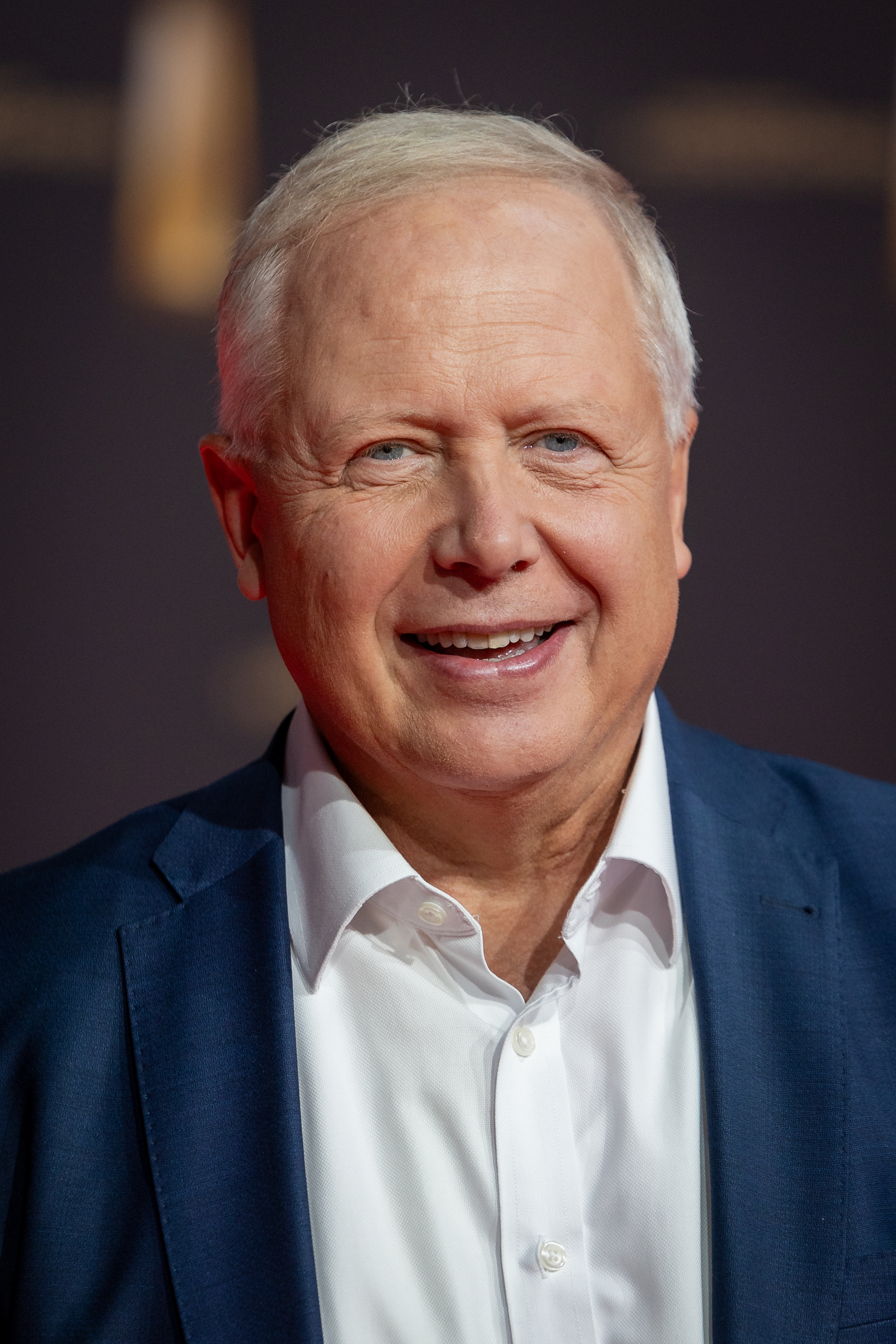
Tom Buhrow (* 1958)

- Buhrowa, Polina (* 2004), ukrainische Badmintonspielerin
- Buhrs, Han (* 1955), niederländischer Vokalist und Komponist

### Buhs
- Buhs, Aleksandrs (* 1916), lettischer Fußballspieler
- Buhs, Franz Xaver (1790–1883), Politiker
- Buhse, Friedrich Alexander (1821–1898), deutscher Botaniker
- Buhse, Karl-Heinrich (* 1932), deutscher Politiker (CDU)
- Buhse, Rudolf (1905–1997), deutscher Offizier, zuletzt Brigadegeneral der Bundeswehr
- Buhse, Walter (1900–1979), deutscher Bühnen- und Filmschauspieler sowie Bühnenregisseur (Oberspielleiter)
- Bühse, Werner (* 1951), deutscher Sportschütze
- Buhsfeld, Helmut (* 1951), deutscher Fußballspieler
- Buhss, Werner (1949–2018), deutscher Schriftsteller, Übersetzer und Regisseur

### Buht
- Buhtz, Anne Cathrin (* 1973), deutsche Schauspielerin
- Buhtz, Gerhard (1896–1944), deutscher Gerichtsmediziner und Hochschullehrer
- Buhtz, Herbert (1911–2006), deutscher Rudersportler und Olympiazweiter im Doppelzweier (1932)
- Buhtz, Horst (1923–2015), deutscher Fußballspieler und -trainer

### Buhu
- Buhuș, Iuliana (* 1995), rumänische Ruderin